# Abigail och Brittany Hensel
Abigail "Abby" Loraine Hensel och Brittany "Britty" Lee Hensel, födda 7 mars 1990 i New Germany, Minnesota, USA, är ett par siamesiska tvillingar som har fått medial uppmärksamhet.

## Anatomi
Abigail kontrollerar den högra delen och Brittany kontrollerar den vänstra delen av kroppen. De har varsin ryggrad och varsitt korsben som konvergerar i ett gemensamt bäcken. De hade en tredje underutvecklad arm som dock amputerades efter födseln.